# Trindade (São Tomé och Príncipe)
Trindade är en ort i distriktet Mé-Zóchi i São Tomé och Príncipe. Den hade 6 049 invånare år 2001.